# Sebastijan Lukovnjak
Sebastijan Lukovnjak, slovenski sociolog, pevec in lutkar, * 22. februar 1984, Maribor, Slovenija. 
Sebastjan prihaja iz Maribora natančneje iz mestnega predela Tezno. Večina ga pozna kot frontmana mariborske pop rock skupine Leonart, sicer pa je Sebastijan Lukovnjak tudi pevec in kitarist v skupini The Swingtones, kateri preigravajo blues, jazz in swing, igra še v skupini Zebra ali kot solo izvajalec. Ob tem dela in uči v zasebni glasbeni šoli Muziklub in v Lutkovnem gledališču Pika iz Lenarta.
Leta 2016 je nastopil tudi na EMI.